# Cardington (Bedfordshire)
Pour les articles homonymes, voir Cardington.
Cardington est un village et une paroisse civile du Royaume-Uni, situé dans le Bedfordshire au sud-est de Bedford, en Angleterre.
Il est connu pour sa base aérienne fondée durant la Première Guerre mondiale, durant laquelle il héberge l'activité dirigeables et ballons de l'entreprise Short Brothers. Ce site est devenu par la suite un centre d'entrainement pour la Royal Air Force.

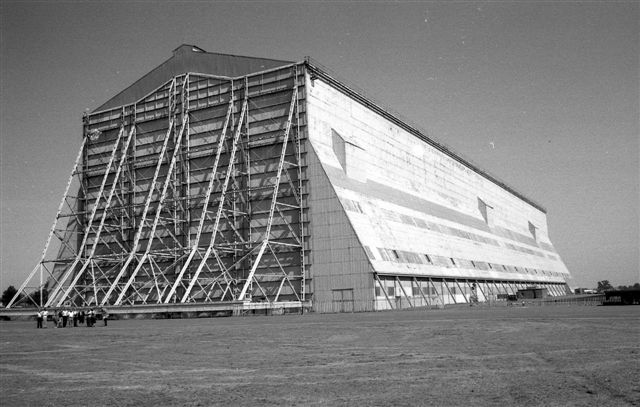
Hangars à dirigeables.
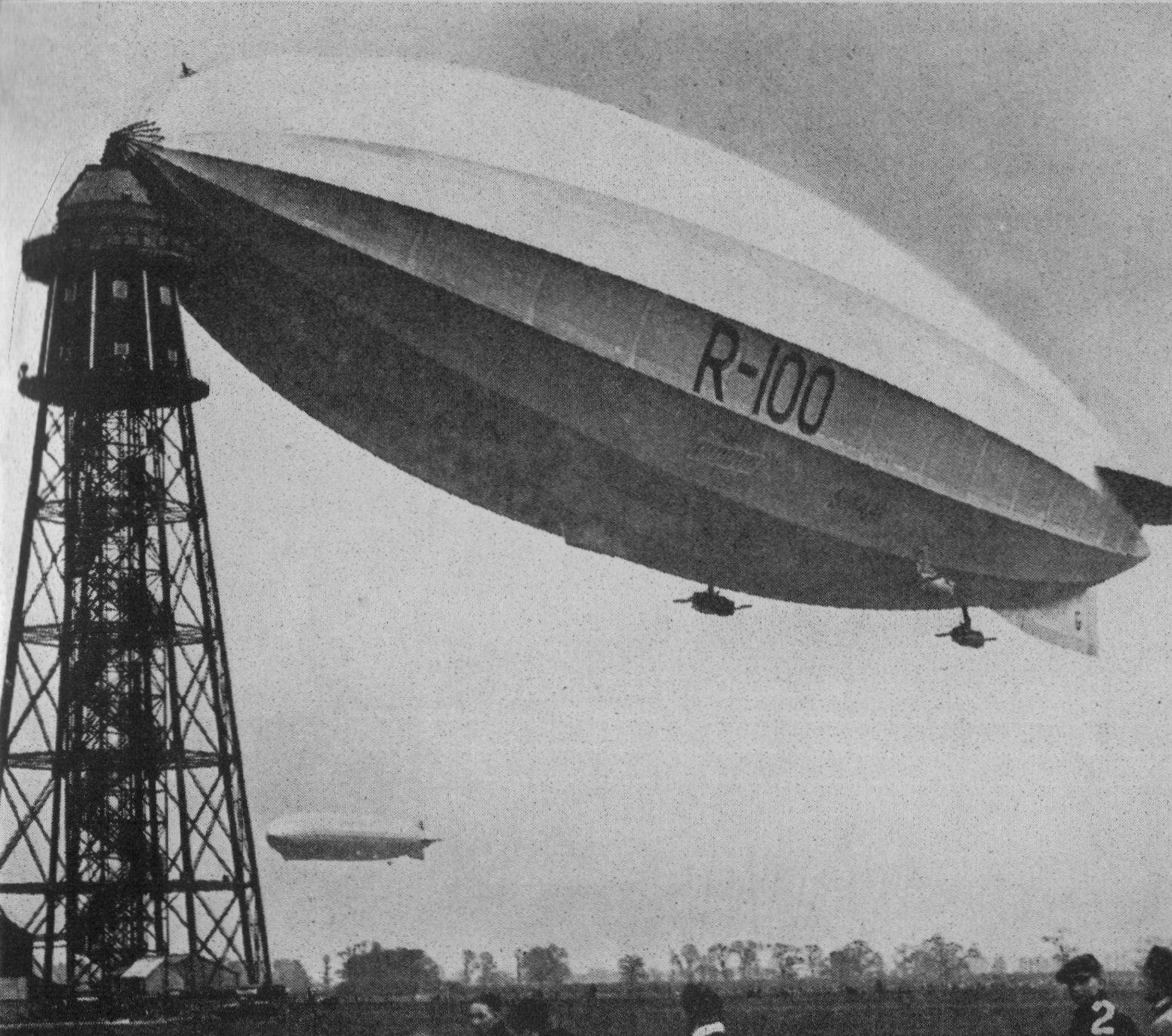
Le R100 au mât d'amarrage à Cardington.
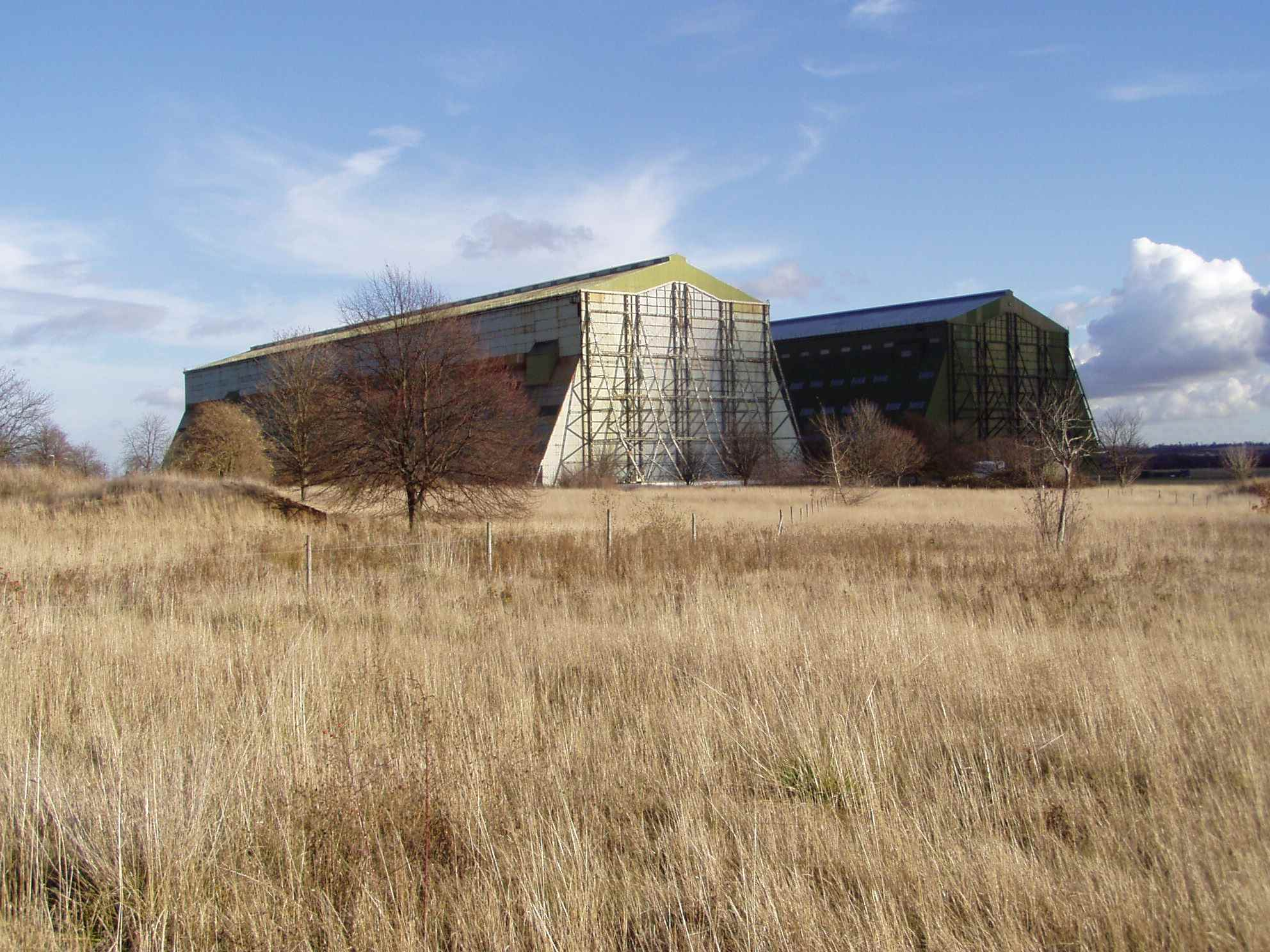
Les hangars en 2003.